# Марек (Дупниця)
ФК «Марек» Дупниця (болг. ФК Марек (Дупница)) — болгарський футбольний клуб з міста Дупниця, заснований у 1947 році. Виступає у Південно-західній третій лізі. У сезоні 2014–2015 років чемпіонату Болгарії виступав у Першій лізі. Домашні матчі приймає на стадіоні «Бончук», місткістю 16 000 глядачів.

## Титули і досягнення
- Володар Кубка Болгарії (1): 1978